# Veľký Kamenec
Veľký Kamenec (in ungherese Nagykövesd) è un comune della Slovacchia facente parte del distretto di Trebišov, nella regione di Košice.